# Flagey-Rigney
Flagey-Rigney ist eine französische Gemeinde mit 133 Einwohnern (Stand: 1. Januar 2022) im Département Doubs in der Region Bourgogne-Franche-Comté.

## Geographie
Flagey-Rigney liegt auf 247 m, etwa 25 Kilometer nordöstlich der Stadt Besançon (Luftlinie). Das Dorf erstreckt sich am Rand der Talniederung des Ognon gegenüber von Munans, in der leicht gewellten Landschaft im äußersten Nordwesten des Département Doubs.
Die Fläche des 3,03 km² großen Gemeindegebiets umfasst einen Abschnitt des Ognon-Tals. Die nördliche Grenze verläuft entlang dem Ognon, der hier mit großen Flussschleifen durch eine flache Talniederung fließt, die rund einen Kilometer breit ist. Vom Flusslauf erstreckt sich das Gemeindeareal nach Süden über die breite Talaue auf die angrenzende Hochterrasse, die aus eiszeitlichen Flussablagerungen besteht. Der südliche Gemeindeteil wird von der leicht gewellte Landschaft eingenommen, die teils mit Acker- und Wiesland, teils mit Wald bestanden ist. Mit 282 m wird auf einer Anhöhe im Bois de la Bussière die höchste Erhebung von Flagey-Rigney erreicht.
Nachbargemeinden von Flagey-Rigney sind Loulans-Verchamp und Larians-et-Munans im Norden, Cendrey im Osten, La Tour-de-Sçay im Süden sowie Germondans im Westen.

## Bevölkerung
| Jahr                       | 1962 | 1968 | 1975 | 1982 | 1990 | 1999 | 2005 | 2015 |
| Einwohner                  | 65   | 53   | 73   | 75   | 75   | 71   | 73   | 110  |
| Quellen: Cassini und INSEE |      |      |      |      |      |      |      |      |

Mit 133 Einwohnern (Stand 1. Januar 2022) gehört Flagey-Rigney zu den kleinsten Gemeinden im Départements Doubs. Während des gesamten 20. Jahrhunderts bewegte sich die Einwohnerzahl stets im Bereich zwischen 50 und 80 Personen.

## Wirtschaft und Infrastruktur
Flagey-Rigney war bis weit ins 20. Jahrhundert hinein ein vorwiegend durch die Landwirtschaft (Ackerbau, Obstbau und Viehzucht) geprägtes Dorf. Noch heute leben die Bewohner zur Hauptsache von der Tätigkeit im ersten Sektor. Außerhalb des primären Sektors gibt es nur wenige Arbeitsplätze im Dorf. Einige Erwerbstätige sind auch Wegpendler, die in den umliegenden größeren Ortschaften ihrer Arbeit nachgehen.
Die Ortschaft liegt abseits der größeren Durchgangsstraßen an einer Departementsstraße, die von Germondans nach Cendrey führt. Der nächste Anschluss an die Autobahn A36 befindet sich in einer Entfernung von ungefähr 14 Kilometern.